# Fritz Sennheiser
Fritz Sennheiser (né le 9 mai 1912 à Berlin, mort le 17 mai 2010) est un ingénieur et homme d'affaires allemand. Il fut l'un des créateurs de la société de matériel audio portant son nom, Sennheiser.
C'est au sortir de la Seconde Guerre mondiale que Fritz Sennheiser fonde, avec sept amis également ingénieurs, la société Labor W. à Hanovre, spécialisée dans le matériel audio-phonique. L'entreprise est renommée Sennheiser Electronic en 1956. La société Sennheiser est à l'origine du premier micro canon, du premier casque ouvert et du premier microphone sans fil (en 1957).